# غرو هاميرسينج إدين
غرو هاميرسينج إدين (بالنرويجية: Gro Hammerseng-Edin‏) مواليد 10 أبريل 1980 في يوفيك، هي لاعبة كرة يد نرويجية تلعب كوسط مدافع. مثلت منتخب النرويج لكرة اليد للسيدات. شاركت في دورة الألعاب الأولمبية الصيفية سنة 2008.

## الميداليات
| الميدالية | المسابقة                            |
| --------- | ----------------------------------- |
| ذهبية     | الألعاب الأولمبية الصيفية 2008      |
| فضية      | بطولة العالم لكرة اليد للسيدات 2001 |
| فضية      | بطولة العالم لكرة اليد للسيدات 2007 |
| ذهبية     | بطولة أوروبا لكرة اليد للسيدات 2004 |
| ذهبية     | بطولة أوروبا لكرة اليد للسيدات 2006 |
| ذهبية     | بطولة أوروبا لكرة اليد للسيدات 2010 |
| فضية      | بطولة أوروبا لكرة اليد للسيدات 2002 |

## روابط خارجية
- غرو هاميرسينج إدين على موقع IMDb (الإنجليزية)

- غرو هاميرسينج إدين على موقع الاتحاد الأوروبي لكرة اليد (الإنجليزية)
- غرو هاميرسينج إدين على موقع الاتحاد النرويجي لكرة اليد (النرويجية)
- غرو هاميرسينج إدين على موقع اللجنة الأولمبية الدولية (الإنجليزية)
- غرو هاميرسينج إدين على موقع أوليمبيديا (الإنجليزية)